# ボリス・ドンスコイ
ボリス・ミハイロヴィチ・ドンスコイ（ロシア語: Борис Михайлович Донской、1894年 – 1918年8月10日）は、ロシア帝国の水兵、革命家。1918年、ドイツ帝国軍陸軍元帥でウクライナ軍総督のヘルマン・フォン・アイヒホルンを暗殺したことで知られる。

## 生涯

### 出生から青年期まで
ロシア帝国リャザン県のグラツキエ・ヴィセルキ村で、ロシア正教古儀式派の農民の家に生まれた。ドンスコイは村の学校を卒業した後、15歳でサンクトペテルブルクへ出稼ぎに行った。第一次世界大戦中の1915年、ロシア帝国海軍に動員され、バルチック艦隊の輸送船に配属された。

### 革命活動
1916年、左翼社会革命党に参加し、ハンガー・ストライキと反政府プロパガンダを組織した罪で直後に逮捕された。2月革命ののちすぐに釈放され、クロンシュタット執行委員会に選出された。
七月蜂起の最中、7月17日未明にタヴリーダ宮殿で党指導者に呼びかけて軍事抗議の組織化について話し合い、後にそれをクロンシュタット市議会で発表した。ニコライ・リフキンとともにバルチック艦隊の水平を率いて、コルニーロフの反乱と戦った。十月革命の間はコミッサールとして、プルコヴォ高地への軍隊の隊形を、サンクトペテルブルクのすぐ外れにあるフォルト・イノ要塞から指揮した。
1918年春、イリーナ・カホフスカヤと共にウクライナに、とりわけ新しく設立されたドネツク・クリヴォイログ・ソビエト共和国に行き、ドイツ帝国の占領軍との戦いに備えた。同年4月、左翼社会革命党が「国際テロ」を実行するために認可した同党の全ロシア戦闘組織に参加した。

### アイヒホルンの暗殺
キエフでは、イリーナ・カホフスカヤとG・スモリャンスキーと共に、ウクライナのドイツ軍総督ヘルマン・フォン・アイヒホルン元帥を暗殺するための準備をした。1918年7月30日、陸軍元帥に爆弾を投げつけたところ、間も無く陸軍元帥は副官のフォン・ドレスラー大佐と共に死亡した。
ドンスコイは現行犯逮捕され、尋問された。その際、「アイヒホルンは、ウクライナの"革命"を"握りつぶし"、政治体制を変え、中流・上流階級の支持者として乗っ取りを実行してウクライナ・へーチマンを成立させ、農民から土地を奪ったドイツ軍の司令官として、左翼社会革命党から有罪判決を受けた」と述べた。ドンスコイは野戦軍事法廷で絞首刑を宣告され、1918年8月10日に公開処刑された。

## リンク
- Volkovynsky、V.「ウクライナ革命の期間における最も騒々しいテロ行為」（НАЙГУЧНІШИЙ ТЕРОРИСТИЧНИЙ АКТ ПЕРІОДУ УКРАЇНСЬКОЇ РЇВОЛЮЮ）Ц .ミラーウィークリー。キエフ。 2001-02-03。
- EICHHORN HIT WHILE DRIVING (原文) .ニューヨークタイムズ。アムステルダム。 1918-07-31。
- 運転中のEICHHORNヒット（要約） 。ニューヨークタイムズ。アムステルダム。 1918-07-31。